# Choi Yong-soo (boxe anglaise)
Ne doit pas être confondu avec Choi Yong-soo.
Pour les articles homonymes, voir Choi.
Dans ce nom coréen, le nom de famille, Choi, précède le nom personnel.
Yong-soo Choi est un boxeur sud-coréen né le 20 août 1972 à Dangjin.

## Carrière
Passé professionnel en 1990, il devient champion de Corée du Sud puis champion d'Asie OPBF des poids super-plumes en 1993 et remporte le titre vacant de champion du monde WBA de la catégorie le 21 octobre 1995 après sa victoire au 10e round contre Victor Hugo Paz. Choi conserve 7 fois son titre avant de s'incliner face à Takanori Hatakeyama le 5 septembre 1998. Il met un terme à sa carrière en 2003 sur un bilan de 29 victoires, 4 défaites et 1 match nul.

## Référence
1. ↑  (en) Yong-soo Choi vs. Victor Hugo Paz (boxrec.com)